# Египетский кризис (2011-2014)
Египетский кризис (2011—2014) — период длительной политической нестабильности в Египте, крупнейшей по населению стране арабского мира.
На фоне революции в Тунисе, приведшей 14 января 2011 года к отставке тунисского президента Зин эль-Абидин Бен Али, правившего страной с 1987 года, в Египте 25 января 2011 года начались антиправительственные протесты. Протестующие требовали отставки президента Египта Хосни Мубарака, правившего страной на протяжении 30 лет, и проведения радикальных реформ в стране. Для разгона демонстрантов полиция применила слезоточивый газ, но протесты не прекратились и охватили практически все крупные города страны, а число протестующих на центральной каирской площади Тахрир достигло миллиона человек. Во вспыхнувших столкновениях между сторонниками и противниками действующей власти погибли порядка 800 человек, несколько тысяч получили ранения. 28 и 29 января 2011 года стали самыми кровопролитными днями за все время массовых выступлений, когда в Каире, Александрии и Суэце были сожжены и разграблены десятки полицейских участков, уничтожены тысячи автомобилей. Мубарак объявил о готовности провести осенью выборы, однако 11 февраля 2011 года египетскому президенту пришлось уйти в отставку, а вскоре он оказался в тюрьме. События в Египте многими аналитиками тогда воспринимались как главный символ радикальных изменений во всем регионе, получивших название «арабской весны», когда массовые протесты охватили практически все государства Ближнего Востока и Северной Африки.
После отставки президента Хосни Мубарака власть в Египте перешла к Высшему совету вооруженных сил во главе с министром обороны и военной промышленности фельдмаршалом Мухаммедом Тантави. Фактически это означало военный переворот в Египте, поскольку, согласно действовавшей на тот момент Конституции  1971 года, передавать власть военному совету президент не может. 13 февраля в Египте был распущен парламент, приостановлена деятельность конституционного суда, также было приостановлено действие Конституции. В стране был объявлен «переходный период» сроком на «шесть месяцев, либо вплоть до проведения президентских выборов». 30 марта 2011 года Высший военный совет Египта обнародовал Временную конституцию Египта, которая должна была действовать до избрания легитимных органов власти.
Смена власти в государстве проходила на фоне растущего противостояния между христианами-коптами Египта, составляющими около 10 % населения страны, и радикальными исламистами. Также, воспользовавшись ослаблением центральной власти в Каире, на Синайском полуострове активизировалась деятельность исламистских экстремистов, что привело к началу вооруженного конфликта на Синае. Особую активность проявляла группировка «Ансар Бейт аль-Макдис», которая в августе 2011 года заявила о намерении установить в Египте халифат, и начала устраивать теракты против египетской власти, а также Израиля. 14 августа 2011 года вооружённые силы Египта начали военную операцию „Орел“ на Синае против исламистских боевиков.
На первых парламентских выборах после свержения Мубарака, проходившими в несколько этапов с ноября 2011 года по январь 2012 года, убедительную победу одержали исламисты, получив более 70 % голосов избирателей. На выборах в верхнюю палату парламента — Консультативный совет — победу также одержали исламисты.
14 июня 2012 года Высший конституционный суд Египта объявил результаты парламентских выборов недействительными. 16 июня на основании этого решения Высший военный совет Египта объявил парламент распущенным и запретил депутатам входить в здание парламента в Каире. При этом Высший военный совет наделил себя законодательными полномочиями. В то же время спикер парламента Саад аль-Катани заявил, что ни один орган власти в стране не имеет права распускать парламент, поэтому депутаты могут и не подчиниться решению Конституционного суда.
После второго тура президентских выборов, состоявшимся 17 июня 2012 года, новым президентом Египта был избран кандидат от «Братьев-мусульман» Мохаммед Мурси, который получил 51,7 % голосов. Его соперник, бывший премьер-министр Египта времен Хосни Мубарака, Ахмед Шафик набрал 48,3 %. На момент избрания Мурси, реальная власть в стране принадлежала военным во главе с фельдмаршалом Мухаммедом Тантави. Незадолго до инаугурации Высший совет Вооружённых сил принял конституционную декларацию, ограничивающую президентские полномочия. Через неделю после своей инаугурации, 8 июля президент Мурси отменяет решение Конституционного суда о роспуске парламента и издал декрет о возобновлении работы Народного собрания. В свою очередь 9 июля Конституционный суд Египта отменил распоряжение президента о созыве парламента, после чего в стране обострилось противостояние между институтами власти. 12 августа Мухаммед Мурси отправил в отставку руководство армии, министра обороны Хусейна Тантави и начальника Генштаба Сами Анана, и отменил нормативный акт, ограничивающий президентские полномочия в пользу военных. Новым министром обороны стал Абдель-Фаттах аль-Сиси.
Протесты против президента начались 23 ноября 2012 года, после того как Мухаммед Мурси своим указом существенно расширил собственные полномочия. Политическая ситуация резко обострилась при принятии новой Конституции Египта в ноябре 2012 года. В проекте этой Конституции указывалось, что основой законодательства страны будут положены законы шариата. Также проект основного закона ограничивал права женщин и свободу слова в стране. 30 ноября Конституционное собрание, большинство в котором составляли исламисты, приняло новый проект конституции. Депутаты левого толка, христиане и либералы бойкотировали голосование. В ответ тысячи человек вышли с протестом на площади Тахрир в Каире, разбили там палаточный лагерь и объявили бессрочную забастовку до выполнения властями их требования аннулировать процесс Конституционную декларацию Мурси. В декабре 2012 года в стране проходит конституционный референдум, на котором 64 % голосовавших высказались в поддержку исламистской конституции, и 26 декабря президент Мухаммед Мурси подписал новую редакцию Конституции. В ответ страну охватила очередная волна беспорядков, вспыхнувшие с новой силой в январе 2013 года в канун второй годовщины начала протестов против Хосни Мубарака. Также Мурси допустил ряд просчетов в экономической политике и экономика Египта оказалась в глубоком кризисе. Протесты против исламиста Мурси и его неспособность проводить эффективные реформы становились серьезной угрозой для бизнеса египетских военных, которые имели собственные интересы во многих отраслях экономики страны.

## Этапы кризиса в Египте

### Революция в Египте (2011)
На фоне революции в Тунисе, приведшей 14 января 2011 года к отставке тунисского президента Зин эль-Абидин Бен Али, правившего страной с 1987 года, в Египте 25 января 2011 года начались антиправительственные протесты. Протестующие требовали отставки президента Египта Хосни Мубарака, правившего страной на протяжении 30 лет, и проведения радикальных реформ в стране. Для разгона демонстрантов полиция применила слезоточивый газ, но протесты не прекратились и охватили практически все крупные города страны, а число протестующих на центральной каирской площади Тахрир достигло миллиона человек. Во вспыхнувших столкновениях между сторонниками и противниками действующей власти погибли порядка 800 человек, несколько тысяч получили ранения. 28 и 29 января 2011 года стали самыми кровопролитными днями за все время массовых выступлений, когда в Каире, Александрии и Суэце были сожжены и разграблены десятки полицейских участков, уничтожены тысячи автомобилей. Мубарак объявил о готовности провести осенью выборы, однако 11 февраля 2011 года египетскому президенту пришлось уйти в отставку, а вскоре он оказался в тюрьме. События в Египте многими аналитиками тогда воспринимались как главный символ радикальных изменений во всем регионе, получивших название «арабской весны», когда массовые протесты охватили практически все государства Ближнего Востока и Северной Африки.

### Переходный период
После отставки президента Хосни Мубарака власть в Египте перешла к Высшему совету вооруженных сил во главе с министром обороны и военной промышленности фельдмаршалом Мухаммедом Тантави. Фактически это означало военный переворот в Египте, поскольку, согласно действовавшей на тот момент Конституции  1971 года, передавать власть военному совету президент не может. 13 февраля в Египте был распущен парламент, приостановлена деятельность конституционного суда, также было приостановлено действие Конституции. В стране был объявлен «переходный период» сроком на «шесть месяцев, либо вплоть до проведения президентских выборов». 30 марта 2011 года Высший военный совет Египта обнародовал Временную конституцию Египта, которая должна была действовать до избрания легитимных органов власти.
На первых парламентских выборах после свержения Мубарака, проходившими в несколько этапов с ноября 2011 года по январь 2012 года, убедительную победу одержали исламисты, получив более 70 % голосов избирателей. На выборах в Народную ассамблею, нижнюю палату парламента Египта, Партия свободы и справедливости, политическое крыло Братьев-мусульман, завоевала 47,18 % мест, получив таким образом 235 мандатов из 498. Второе место заняла ультраконсервативная салафитская партия Аль-Нур с 25 % голосов, получив 121 мандат. На третьем месте оказалась либеральная партия Вафд (9 % голосов). Спикером нового парламента стал выдающийся представитель движения «Братья-мусульмане» и председатель Партии свободы и справедливости Саад эль-Кататни. На выборах в верхнюю палату парламента — Консультативный совет — победу также одержали исламисты.
14 июня 2012 года Высший конституционный суд Египта объявил результаты парламентских выборов недействительными. 16 июня на основании этого решения Высший военный совет Египта объявил парламент распущенным и запретил депутатам входить в здание парламента в Каире. При этом Высший военный совет наделил себя законодательными полномочиями. В то же время спикер парламента Саад аль-Катани заявил, что ни один орган власти в стране не имеет права распускать парламент, поэтому депутаты могут и не подчиниться решению Конституционного суда.
После второго тура президентских выборов, состоявшимся 17 июня 2012 года, новым президентом Египта был избран кандидат от «Братьев-мусульман» Мохаммед Мурси, который получил 51,7 % голосов. Его соперник, бывший премьер-министр Египта времен Хосни Мубарака, Ахмед Шафик набрал 48,3 %.

### Президентство Мохаммеда Мурси
На момент избрания Мурси, реальная власть в стране принадлежала военным во главе с фельдмаршалом Мухаммедом Тантави. Незадолго до инаугурации Высший совет Вооружённых сил принял конституционную декларацию, ограничивающую президентские полномочия. Через неделю после своей инаугурации, 8 июля президент Мурси отменяет решение Конституционного суда о роспуске парламента и издал декрет о возобновлении работы Народного собрания. В свою очередь 9 июля Конституционный суд Египта отменил распоряжение президента о созыве парламента, после чего в стране обострилось противостояние между институтами власти. 12 августа Мухаммед Мурси отправил в отставку руководство армии, министра обороны Хусейна Тантави и начальника Генштаба Сами Анана, и отменил нормативный акт, ограничивающий президентские полномочия в пользу военных. Новым министром обороны стал Абдель-Фаттах аль-Сиси.
Придя к власти президент Мохаммед Мурси обещал быть президентом для всех египтян и призывал граждан к национальному единству. Первоначально Мурси пытался привлечь на свою сторону различные политические силы, например лидера движения «Национальная ассоциация за перемены» и лауреата Нобелевской премии мира 2005 года Мохаммеда эль-Барадеи. Однако оппозиционные политические круги отказались сотрудничать с новым президентом, а после того как Мурси стал назначать на высшие должности своих однопартийцев, оппозиция обвинила его в «узурпации власти». Протесты против президента начались 23 ноября 2012 года, после того как Мухаммед Мурси своим указом существенно расширил собственные полномочия. Политическая ситуация резко обострилась при принятии новой Конституции Египта в ноябре 2012 года. В проекте этой Конституции указывалось, что основой законодательства страны будут положены законы шариата. Также проект основного закона ограничивал права женщин и свободу слова в стране. 30 ноября Конституционное собрание, большинство в котором составляли исламисты, приняло новый проект конституции. Депутаты левого толка, христиане и либералы бойкотировали голосование. В ответ тысячи человек вышли с протестом на площади Тахрир в Каире, разбили там палаточный лагерь и объявили бессрочную забастовку до выполнения властями их требования аннулировать процесс Конституционную декларацию Мурси. В декабре 2012 года в стране проходит конституционный референдум, на котором 64 % голосовавших высказались в поддержку исламистской конституции, и 26 декабря президент Мухаммед Мурси подписал новую редакцию Конституции. В ответ страну охватила очередная волна беспорядков, вспыхнувшие с новой силой в январе 2013 года в канун второй годовщины начала протестов против Хосни Мубарака. Также Мурси допустил ряд просчетов в экономической политике и экономика Египта оказалась в глубоком кризисе. Протесты против исламиста Мурси и его неспособность проводить эффективные реформы становились серьезной угрозой для бизнеса египетских военных, которые имели собственные интересы во многих отраслях экономики страны.